# Katallaktik
Katallaktik  oder auch Katallaxie (griechisch katallage, bedeutet „Tausch“ aber auch implizit „aus einem Feind einen Freund machen“) ist die Lehre von der Wirkung von Marktinteraktionen insbesondere unter Berücksichtigung der Kapitalmarktinteressenten. Katallaktik war laut Ludwig von Mises zunächst ein 1831 von Richard Whately vorgeschlagener Begriff für die Volkswirtschaftslehre.
In den Anfängen des 20. Jahrhunderts war der Begriff Katallaktik in der Österreichischen Schule für freie menschliche Marktinteraktion als treibende Kraft zur Findung von komplexen ökonomischen Problemstellungen in Verwendung. Die Lehre von der Katallaktik erforscht die Wechselwirkungen von Austauschbeziehungen auf Märkten als auch die Wirkung von Interaktion, welche auf Märkten möglich sind und stattfinden. 